# SMAプレイヤーズ
株式会社SMAプレイヤーズ（SMA PLAYERS Inc.）は、株式会社ソニー・ミュージックアーティスツの子会社で、芸能事務所である。
所属するミュージシャンの場合、必ずしもソニーミュージック（SMEJ）系列のレコード会社所属とは限らない。
2006年9月1日、SMAパイオニアーズから社名変更。
2009年4月1日、親会社であるSMA（ソニーミュージック・アーティスツ）が他の子会社を含め吸収合併、事業マネジメントを統合した。 

## 所属アーティスト

### ミュージシャン

#### SME系列レーベル所属
- 勝手にしやがれ
- HIGH VOLTAGE
- 宮本笑里

#### SME系列外レーベル所属
- 浅田信一（ワーナーミュージック・ジャパン→R and C）
- THE イナズマ戦隊（ワーナーミュージックジャパン→日本クラウン）
- 東京スカパラダイスオーケストラ（SME→avex trax→cutting edge）
- 堂島孝平（トライアド→徳間ジャパンコミュニケーションズ→VAP）
- ROLLY（ソニーレコード→ビクターエンタテインメント→インディーズ）
- 白井良明（EMIミュージック・ジャパン）
- 土岐麻子（LD&K Records→rhythm zone）
- 渡辺シュンスケ（キーボーディスト）
- 天野月子（ポニーキャニオン→音倉レコードとの共同マネジメント）